# Szent Meinolf
Szent Meinolf vagy Meinulph (795 körül – Böddeken, 857. október 5.) középkori német keresztény szent és a Böddeken kolostor alapítója.
Előkelő szász családból származott, keresztapja maga Nagy Károly volt. Egy alkalommal fiatal diákként a paderborni püspök igeolvasását hallgattaː „A rókáknak vermük vagyon és a madaraknak fészkük; az Emberfiának pedig nincsen, hová fejét lehajtsa.” (Máté ev., 8ː20) Egy idősebb személy ezt úgy magyarázta, hogy az Üdvözítő az ember szívében szeretne lakni, de a gonoszság elűzi onnan – így hontalanul kénytelen járni. Meinolf magára vette a magyarázatot, és úgy döntött, komolyabban kezd el foglalkozni a vallás kérdéseivel. Egy idő után Hathumar püspök diakónussá szentelte, majd a paderborni egyházmegye főesperese (lat. archidiaconus) lett. Bencés apácakolostort alapított, hogy a jámborabb nők Szent Benedek Regulája szerint „Krisztust mindenekfölött szeressék.”
Meinolf körülbelül 60 éves korában, 857-ben a Büren melletti Böddeken kolostorban hunyt el. Ünnepét az egyház halála napján, október 5-én üli.